# Championnat d'Irlande du Nord de football 2002-2003
Navigation
Édition précédente Édition suivante
Le 101e Championnat d'Irlande du Nord de football se déroule en 2002-2003. Glentoran FC remporte son vingt et unième titre de champion d’Irlande du Nord avec dix points d’avance sur le deuxième Portadown FC. Coleraine FC, complète le podium.  
Glentoran laisse échapper de peu la possibilité de faire le doublé Coupe/Championnat en perdant en finale de la Coupe d'Irlande du Nord de football contre Coleraine FC
Le championnat se transforme et passe de 10 à 12 clubs. Deux équipes sont donc promues, Distillery FC qui fait son retour dans l’élite et Institute FC qui apparait pour la toute première fois en première division. L’arrivée de ce club marque aussi le retour de l’agglomération de Londonderry en première division. La deuxième ville d’Irlande du Nord n’était plus représentée depuis  le départ de Derry City FC en 1972.
Le championnat adopte une formule compliquée : Une première phase a lieu en 33 matchs. Les 12 équipes s’affrontent trois fois en match aller retour plus un match dont le lieu (domicile ou extérieur) est tiré au sort.
À la fin de cette première phase, le championnat est divisé en deux poules de 6 équipes prises par ordre de classement. Les six premières jouent cinq matchs pour le titre tout en gardant leurs points déjà acquis. Les six dernières jouent pour éviter de descendre en deuxième division tout en gardant leurs points déjà acquis.
Les équipes jouent en tout 38 matchs. 
Un système de promotion/relégation est remis en place. L’équipe arrivant dernière de première division joue un match de barrage (match aller-retour) contre le premier de deuxième division. Newry Town bat Bangor FC et se maintient en première division.
Avec 29 buts marqués en 38 matchs,  Vinny Arkins  de Portadown FC remporte pour la cinquième fois en six ans le titre de meilleur buteur de la compétition.

## Les 12 clubs participants
| Club                                  | Stade                 | Capacité | Ville       |
| ------------------------------------- | --------------------- | -------- | ----------- |
| Ards FC                               | Castlereagh Park      | 8 000    | Newtownards |
| Cliftonville FC                       | Solitude              | 7 200    | Belfast     |
| Coleraine FC                          | The Showgrounds       | 6 600    | Coleraine   |
| Crusaders FC                          | Seaview               | 9 100    | Belfast     |
| Distillery FC                         | New Grosvenor Stadium | 8 000    | Lisburn     |
| Glenavon FC                           | Mourneview Park       | 7 300    | Lurgan      |
| Glentoran FC                          | The Oval              | 14 100   | Belfast     |
| Institute FC                          | YMCA Grounds          | 2 200    | Drumahoe    |
| Linfield FC                           | Windsor Park          | 20 500   | Belfast     |
| Newry Town                            | The Showgrounds       | 6 500    | Newry       |
| Omagh Town Football and Athletic Club | St. Julian's Road     | 5 000    | Omagh       |
| Portadown FC                          | Shamrock Park         | 5 800    | Portadown   |

## Compétition

### Classement
Le classement est établi sur le barème de points classique (victoire à 3 points, match nul à 1, défaite à 0).

#### Première phase
| Rang | Équipe          | Pts | J  | G  | N  | P  | Bp | Bc | Diff |
| ---- | --------------- | --- | -- | -- | -- | -- | -- | -- | ---- |
| 1    | Glentoran FC    | 84  | 33 | 27 | 3  | 3  | 71 | 16 | +55  |
| 2    | Portadown FC T  | 71  | 33 | 22 | 5  | 6  | 77 | 29 | +48  |
| 3    | Coleraine FC C  | 62  | 33 | 18 | 8  | 7  | 56 | 33 | +23  |
| 4    | Linfield FC     | 55  | 33 | 15 | 10 | 8  | 60 | 37 | +23  |
| 5    | Omagh Town      | 47  | 33 | 14 | 5  | 14 | 40 | 48 | -8   |
| 6    | Institute FC    | 41  | 33 | 12 | 5  | 16 | 39 | 55 | -16  |
| 7    | Distillery FC   | 40  | 33 | 12 | 4  | 17 | 37 | 44 | -7   |
| 8    | Ards FC         | 38  | 33 | 10 | 8  | 15 | 25 | 38 | -13  |
| 9    | Cliftonville FC | 33  | 33 | 7  | 12 | 14 | 33 | 41 | -8   |
| 10   | Crusaders FC    | 31  | 33 | 8  | 7  | 18 | 24 | 55 | -31  |
| 11   | Glenavon FC     | 29  | 33 | 6  | 11 | 16 | 36 | 62 | -26  |
| 12   | Newry Town      | 21  | 33 | 5  | 6  | 22 | 24 | 64 | -40  |

#### Deuxième phase
| Rang | Équipe         | Pts | J  | G  | N  | P  | Bp | Bc | Diff |
| ---- | -------------- | --- | -- | -- | -- | -- | -- | -- | ---- |
| 1    | Glentoran FC   | 90  | 38 | 28 | 6  | 4  | 78 | 22 | +56  |
| 2    | Portadown FC T | 80  | 38 | 24 | 8  | 6  | 89 | 36 | +53  |
| 3    | Coleraine FC C | 73  | 38 | 21 | 10 | 7  | 66 | 38 | +28  |
| 4    | Linfield FC    | 63  | 38 | 17 | 12 | 9  | 70 | 41 | +29  |
| 5    | Omagh Town     | 51  | 38 | 15 | 6  | 17 | 47 | 57 | -10  |
| 6    | Institute FC   | 42  | 38 | 12 | 6  | 20 | 44 | 75 | -31  |

| Légende : Qualifications et relégations | Légende : Qualifications et relégations                                      |
| --------------------------------------- | ---------------------------------------------------------------------------- |
|                                         | Ligue des champions de l'UEFA 2003-2004                                      |
|                                         | Coupe UEFA 2003-2004                                                         |
|                                         | T : Tenant du titre C : Vainqueurs de la Coupe d'Irlande du Nord de football |

| Rang | Équipe          | Pts | J  | G  | N  | P  | Bp | Bc | Diff |
| ---- | --------------- | --- | -- | -- | -- | -- | -- | -- | ---- |
| 7    | Ards FC         | 46  | 38 | 12 | 10 | 16 | 27 | 39 | -12  |
| 8    | Distillery FC   | 42  | 38 | 12 | 6  | 20 | 39 | 49 | -10  |
| 9    | Cliftonville FC | 41  | 38 | 9  | 14 | 15 | 37 | 43 | -6   |
| 10   | Glenavon FC     | 36  | 38 | 8  | 12 | 18 | 41 | 67 | -26  |
| 11   | Crusaders FC    | 36  | 38 | 9  | 9  | 20 | 26 | 61 | -35  |
| 12   | Newry Town      | 31  | 38 | 8  | 7  | 23 | 33 | 69 | -36  |

|  | Barrage de relégation contre le deuxième de D2                               |
|  | T : Tenant du titre C : Vainqueurs de la Coupe d'Irlande du Nord de football |

#### Matchs de barrage
|  | Ards FC | 0-0 et 2-1 | Bangor FC |  |  |
|  |         |            |           |  |  |

## Bilan de la saison
| Tableau d'Honneur                         |              |
| Compétition                               | Vainqueur    |
| Championnat d'Irlande du Nord de football | Glentoran FC |
| Coupe d'Irlande du Nord de football       | Coleraine FC |

| Promotions et relégations |       |
| Relégués                  | Aucun |
| Promus                    | Aucun |

## Statistiques

### Meilleur buteur
1. Vimmy Arkins, Portadown FC, 29 buts